# Kiischpelt
Kiischpelt ist eine Gemeinde im Großherzogtum Luxemburg und gehört zum Kanton Wiltz. Die Gemeinde entstand am 1. Januar 2006 durch Fusion der Gemeinden Wilwerwiltz und Kautenbach. Der Sitz der Gemeindeverwaltung ist in Wilwerwiltz.
Kiischpelt ist eine der wenigen Gemeinden, die nicht den Namen einer Ortschaft tragen: De Kiischpelt ist ein Name für die Gegend, in der die einzelnen Ortschaften liegen. Der Name kommt vom deutschen Wort Kirchspiel, was auf die alte Mutterkirche von Pintsch hinweist.
Des Weiteren ist anzumerken, dass Kiischpelt keinen internationalen Namen hat, sondern nur unter seiner luxemburgischen Bezeichnung bekannt ist.

## Zusammensetzung der Gemeinde

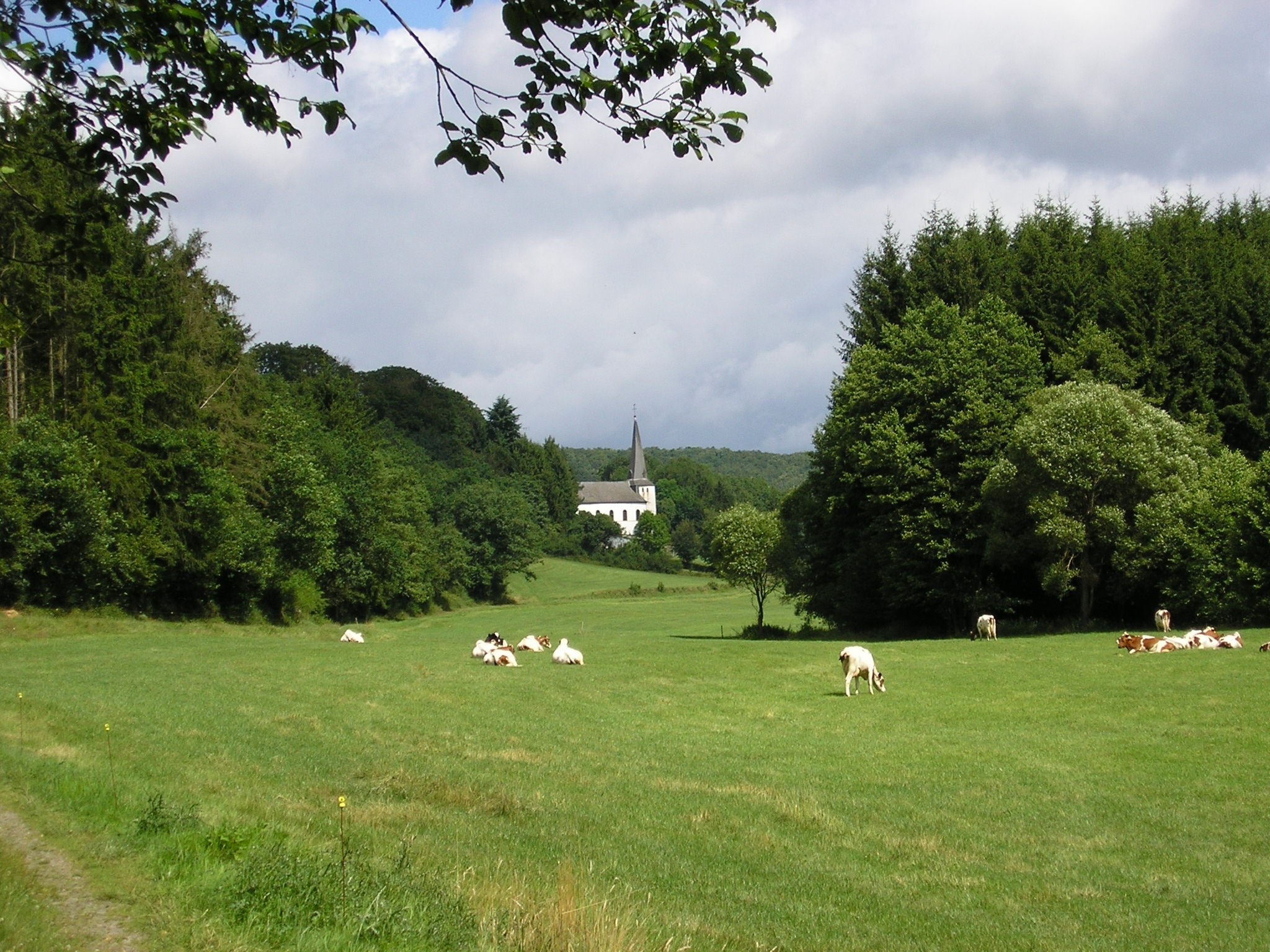
Am Pintscher Bach zwischen Lellingen und Pintsch

Die Gemeinde Kiischpelt besteht aus den Ortschaften:
- Alscheid
- Enscheringen
- Kautenbach
- Lellingen
- Merkholz
- Pintsch
- Wilwerwiltz

Folgende Siedlungen und Höfe gehören ebenfalls dazu:
- Konerhof
- Schüttburg (auch Schieburg oder Schudeburg)
- Schüttburger Mühle

## Sehenswertes
In der Nähe von Enscheringen befindet sich der einzige Schnittpunkt eines ganzzahligen Längengrades und eines ganzzahligen Breitengrades in Luxemburg (50° 0′ 0″ N, 6° 0′ 0″ O). Am Schnittpunkt wurde der „Kiischpelter Sonnenkreis“ angelegt, so dass der genaue Punkt auch ohne GPS-Gerät sichtbar ist.
In Enscheringen selbst befindet sich an der Clerve die einzige funktionsfähig erhaltene Wassermühle (mit unterschlächtigem Wasserrad) im Ösling, die Rackés Millen. Sie wird heute vom Tourist Center A Robbesscheier in Munshausen betrieben und kann besichtigt werden.
Die Pfarrkirche St. Maximin in Pintsch hat eine weitgehend erhaltene barocke Ausstattung aus der Werkstatt von Jean-Georges Scholtus aus Bastogne (um 1680–1754). Interessant sind auch die Müllerorgel mit ihrer restaurierten pneumatischen Traktur sowie das Geläut mit zwei Glocken von 1803 und vier Glocken von 2003.
Sehenswert in der modernen Willibrord-Kirche in Wilwerwiltz ist die 2010 installierte, im Originalzustand erhaltene Stahlhuth-Orgel aus dem Jahr 1914, die ursprünglich im Dominikanerinnen-Kloster in Luxemburg-Limpertsberg stand. Daneben verfügt die Kirche ebenfalls über ein hörenswertes Geläut mit sechs Glocken.
Im gesamten Kiischpelt findet man noch große Flächen mit so genannten Lohhecken. Es handelt sich hier um einen Eichenniederwald zur Produktion von Lohe. Dabei handelt es sich um getrocknete Eichenrinde, die als Gerbstoff in der Altgrubengerbung  verwendet wird. Der Kiischpelt ist einer der wenigen Orte, an denen auch heute noch in nennenswertem Umfang Lohe produziert wird.
Lellingen ist ein Modelldorf der luxemburgischen Denkmalpflege mit traditionellen Öslinger Häusern. In der Nähe des Dorfes befindet sich im „Lohr“ das einzige Vorkommen der wilden Narzisse (Narcissus pseudonarcissus, luxemburgisch „Lorblumm“) in Luxemburg. Durch das „Große Lohr“ verläuft heute die „Via Botanica“.

## Größte Veranstaltungen
- International Quiltfestival im Mai[9]
- Kunstfestival, jedes Jahr am 23. Juni seit 1991
- Beach Days am Kiischpelt, jedes erste Wochenende im August seit 2003